# تكرار عشري
في الرياضيات، يسمى عدد حقيقي بالتكرار العشري إذا كانت الأرقام بعد نقطة معينة من الفاصلة العشرية تتكرر بشكل دوري لانهائي.

## أمثلة
- العدد الكسري 1/3 يكتب بالشكل العشري على الشكل 0.3333333... يصبح تكرار عشري بعد الفاصلة العشرية مباشرة. حيث يتكرر العدد 3 بشكل لانهائي.
- العدد الكسر 3227/555 يعادل 5.8144144144... حيث يصبح العدد تكرار عشري بعد الرقم الثاني من الفاصلة العشرية ويكون العدد المكرر هو "144" يتكرر بشكل لانهائي.

## ترميز رياضي
يرمز للتكرار العشري باستخدام رمز الخط العلوي فوق العدد المكرر بعد الفاصلة العشرية، مثلاً:({\displaystyle \scriptstyle {\frac {1}{3}}=\,0.{\overline {3}}}).
كما من الممكن وضع نقطة فوق العدد المكرر أو إحاطته بقوس كما هو موضح في الجدول التالي على عدة أمثلة:
| الكسر | عدد عشري          | خط علوي     | نقاط علوية                                    | أقواس         |
| ----- | ----------------- | ----------- | --------------------------------------------- | ------------- |
| 1⁄9   | 0.111...          | 0.1         | {\displaystyle 0.{\dot {1}}}                  | 0.(1)         |
| 1⁄3   | 0.333...          | 0.3         | {\displaystyle 0.{\dot {3}}}                  | 0.(3)         |
| 2⁄3   | 0.666...          | 0.6         | {\displaystyle 0.{\dot {6}}}                  | 0.(6)         |
| 1⁄7   | 0.142857142857... | 0.142857    | {\displaystyle 0.{\dot {1}}4285{\dot {7}}}    | 0.(142857)    |
| 1⁄81  | 0.012345679...    | 0.012345679 | {\displaystyle 0.{\dot {0}}1234567{\dot {9}}} | 0.(012345679) |
| 7⁄12  | 0.58333...        | 0.583       | {\displaystyle 0.58{\dot {3}}}                | 0.58(3)       |

## وصلات خارجية
- Mathworld